# Cantonul Décines-Charpieu
Cantonul Décines-Charpieu este un canton din arondismentul Lyon, departamentul Rhône, regiunea Rhône-Alpes, Franța.

## Comune
- Chassieu
- Décines-Charpieu (reședință)
- Genas